# Columbicola bacillus
Columbicola bacillus är en insektsart som först beskrevs av Christoph Gottfried Andreas Giebel 1866.  Columbicola bacillus ingår i släktet hornlöss, och familjen fjäderlöss. Arten är reproducerande i Sverige.